# Матмасы (Тюмень)
Матмасы — упразднённая деревня находившаяся в подчинении Ленинского административного округа городского округа город Тюмень Тюменской области. В 2013 году включена в состав города и исключена из учётных данных.

## История
Матмасы – одно из самых старинных поселений в окрестностях Тюмени. Она существовала еще до основания Тюмени. Деревня была основана мурзой, головой служилых татар Майтмасом Ачекматовым и являлась его вотчиной. Матмасовы юрты упоминаются в вотчинной грамоте 1645 года. По дозорной книги 1686 года в деревни было 5 дворов служилых татар. По переписи 1744 года в юртах Матмасовых было 17 дворов и имелась одна мечеть. В 1782 году проживало 87 человек. В 1868 году было 9 дворов, проживало 26 человек.
До 1917 года входила в состав Кашегальской волости Тюменского уезда Тобольской губернии. По данным на 1926 год деревня Матмасовские Юрты состояла из 25 хозяйств, проживало 119 человек, основное население — татары. В административном отношении входила в состав Новоюртовского сельсовета Тюменского района Тюменского округа Уральской области.
12 ноября 1979 года по решению облисполкома был образован Матмасовский сельский совет при - «разукрупнении Ембаевского сельсовета».
В апреле 1984 года по решению облисполкома поселок Матмасовский был передан в состав города, в административное подчинение Ленинского районного совета.

## Население
| 1989 | 2002  | 2010  |
| ---- | ----- | ----- |
| 2923 | ↗3353 | ↘3057 |

| год  | количество жителей |
| ---- | ------------------ |
| 1926 | 119                |
| 2002 | 3353               |